# Etagnières
Etagnières is een gemeente en plaats in het Zwitserse kanton Vaud en maakt sinds 1 januari 2008 deel uit van het district Gros-de-Vaud. Voor 2008 maakte de gemeente deel uit van het toenmalige district Echallens. Etagnières telt 799 inwoners.

## Overleden
- Gisèle Ansorge (1923-1993), Zwitserse schrijfster en regisseuse